# Viguiera sultepecana
Viguiera sultepecana là một loài thực vật có hoa trong họ Cúc. Loài này được Paray miêu tả khoa học đầu tiên năm 1958.